# Allgemeine Marktbehinderung
Eine Allgemeine Marktbehinderung (auch: allgemeine Marktstörung) liegt im Wettbewerbsrecht lauterkeitsrechtlich vor, wenn ein „zwar nicht von vornherein unlauteres, aber doch wettbewerblich bedenkliches Wettbewerbsverhalten für sich allein oder in Verbindung mit den zu erwartenden gleichartigen Maßnahmen von Mitbewerbern die ernstliche Gefahr begründet, dass der Wettbewerb in erheblichem Maße eingeschränkt wird“.

## Allgemeines
Dies führt zu einer eigentlich dem Kartellrecht zufallenden Marktstrukturkontrolle über das UWG. Neben dieser wettbewerbsrechtlichen Marktbehinderung gibt es in der Mikroökonomie den Begriff der Marktstörung, wenn ein Markt durch Ereignisse funktionsunfähig wird.

## Geschichte
Die Grundsätze der allgemeinen Marktstörung entwickelte das Reichsgericht als Reaktion auf Fälle, die zu einem Marktversagen führen konnten (Vgl. Benrather Tankstellenfall). Dies geschah jedoch, bevor es in Deutschland und Europa ein umfassendes Kartellrecht gab. Im Zuge der UWG-Reform 2004 wurde die Fallgruppe nicht kodifiziert, sie unterfällt daher heute der Generalklausel des § 3 Abs. 1 UWG.

## Rechtsfragen
Die Fallgruppe sieht sich erheblicher Kritik ausgesetzt. Wichtigstes Argument dafür ist, dass die Fallgruppe, abgesehen von ihrer Fremdartigkeit im Lauterkeitsrecht, heute praktisch keinen Anwendungsbereich mehr hat. Eine Ausnahme ist die unentgeltliche Abgabe von Presseleistungen. Die Presse ist nämlich unerlässlich für die öffentliche Meinungsbildung, sodass die Rechtsprechung hier von einer besonderen Schutzbedürftigkeit der bestehenden Marktstrukturen ausging. So befürchtete man, dass die kostenlose Verteilung von Zeitungen mit redaktionellem Inhalt zu einer Verdrängung von Verlegern aus dem Markt führen könnte. Auch hier hat sich die Rechtsprechung jedoch gelockert.
Eine allgemeine Marktstörung liegt nach der Rechtsprechung des BGH dann vor, wenn eine Wettbewerbshandlung die ernstliche Gefahr begründet, dass der Wettbewerb auf einem Markt zum Erliegen kommt. Nach ständiger Rechtsprechung des BGH steht es dem Unternehmer im Rahmen der geltenden marktwirtschaftlich orientierten Wirtschaftsordnung grundsätzlich frei, seine Preisgestaltung in eigener Verantwortung vorzunehmen und demnach auch Verkäufe unter dem Einstandspreis zulässig sind, sofern nicht besondere, die Sittenwidrigkeit eines solchen Verhaltens begründende Umstände hinzutreten.

## Marktstörung
Von Marktstörung (englisch market disruption) spricht man im Vertragsrecht, wenn ein Markt durch unvorhersehbare Ereignisse (exogene: Stromausfall, Naturkatastrophen, Terroranschlag; endogene: Angebots- oder Nachfrageschocks, Menschliches Versagen oder Maschinen) funktionsunfähig wird und seine Aufgaben im Wesentlichen nicht mehr erfüllen kann. Diese Störung kommt als Marktstörungsklausel insbesondere im Finanzwesen vor, wenn auf den Finanzmärkten (Geldmarkt, Kapitalmarkt, Börse) entweder die Refinanzierung oder die freie Zinsbildung unmöglich wird. Nach Ziffer 11.2 (b) deutsche LMA-Vertragsfassung liegt eine Marktstörung im internationalen Kreditverkehr vor, wenn der vereinbarte Referenzzinssatz nicht ermittelbar ist oder die Refinanzierungskosten des Kreditinstituts den Referenzzinssatz übersteigen. Ihre Rechtswirksamkeit ist im deutschen Recht nach § 307 Abs. 1 Satz 2 BGB zweifelhaft, weil eine Zinsgleitklausel mit einer bedingten Zinsanpassungsklausel verbunden wird und für den Kreditnehmer im Voraus nicht kalkulierbar ist, wie sich das abstrakt-marktabhängige und das konkret-kostenbezogene Refinanzierungsrisiko des Kreditgebers zueinander verhalten werden.
Eine Marktstörung liegt im allgemeinen Gleichgewichtsmodell der Makroökonomie vor, wenn es zu exogenen Änderungen der Marktdaten kommt, die einen Markt (Geldmarkt oder Gütermarkt) aus seinem Marktgleichgewicht bringen. Marktstörungen sind beispielsweise Angebotsüberschüsse, Angebotslücken, Nachfrageüberhänge und Nachfragelücken. Auch Angebots- oder Bedarfsverschiebungen führen zu Störungen. Neben diesen strukturellen gibt es auch konjunkturelle Störungen wie Aufschwung, Boom, Depression oder Rezession. Auf dem Geldmarkt heißen die entsprechenden Störungen Geldüberhang oder Geldlücke. Ein Geldmarktgleichgewicht liegt vor, wenn das Geldangebot {\displaystyle M} der Geldnachfrage {\displaystyle L} entspricht:
{\displaystyle M=L}.
Stimmen Geldnachfrage und Geldangebot nicht überein, liegt entweder eine Geldlücke
{\displaystyle M<L}
oder umgekehrt ein Geldüberhang 
{\displaystyle M>L}
vor. Letzterer führt zu einer Zinssenkung, bis die Geldnachfrage auf das Zinsniveau der Geldmenge angestiegen ist. Geldlücke oder Geldüberhang erzeugen inflatorische oder deflatorische Wirkungen auf dem Gütermarkt und werden deshalb im Rahmen der Geldpolitik von den Zentralbanken durch Steuerung des Geldangebots beseitigt. 
Um Marktstörungen handelt es sich auch bei Fehlallokationen auf einem oder mehreren Märkten, die beispielsweise durch Herdenverhalten zu Spekulationsblasen führen können oder bei Marktmanipulationen durch einzelne Marktteilnehmer.